# ACKEE & SALTFISH
ACKEE & SALTFISH（アキ アンド ソルトフィッシュ）は愛知県名古屋市出身の双子兄弟、ACKEE（明宏。弟）とSALTFISH（宏之。兄）によるレゲエユニット。
ともに1966年12月10日生。

## 経歴
高校生時代セックス・ピストルズに影響を受けパンク・ロックバンド「ROSE JETS」を結成。同郷であるTHE STAR CLUBのオープニングアクトを務め関東、関西を巡る。自主レーベル「Child Painter」より1st.ミニアルバム「You Dont Say So!」製作及び自主流通、1000枚を1ヶ月で完売。
その後パンク・ロックに通じる"Rebel Music"であり独特のグルーヴを持つレゲエ・ミュージックと出会いのめり込み、スーパーキャット、ニンジャマン等に代表されるダンスホールレゲエを志向する。1995年から自身のレーベル兼マネジメント会社である錦コミュニケーションズを主宰。「真の日本男児」のコンセプトを元に二人とも共に髪型は実際にちょんまげ（総髪）にしている。

## ディスコグラフィ

### アルバム
- Nah tek Back（1996年4月25日発売）
- Bush Out（1997年7月7日発売）
- WATCH NUTT'N（1998年7月25日発売）
- KARIYUSHI（沖縄版）（2003年6月25日発売）
- STILLA STRUGGLE（全国版）（2003年8月4日発売）
- BREDREN（2007年6月10日発売）

### シングル
- 風まかせ
- She Waan Love（1998年6月発売）
- HEAT UP! （1999年8月発売）
- 明日は明日（2000年7月25日発売）
- Shatta Fire（2001年4月25日発売）
- そろそろかりゆし（2001年12月1日発売）
- 喰いねぇ喰いねぇ（2005年5月23日発売）
- Sweet Jamaica ：feat Singing Melody（2005年7月24日発売）
- 『櫻』c/w待った無し（2009年2月25日発売）

### コンピレーション
- THE 俺んたぁ BEST 1995 / 2010（2011年7月6日発売）